# Hypsitylus
Hypsitylus is een geslacht van wantsen uit de familie van de Miridae (Blindwantsen). Het geslacht werd voor het eerst wetenschappelijk beschreven door Franz Xaver Fieber in 1861.

## Soorten
Het genus bevat de volgende soorten:

- Hypsitylus arberlaitz Pagola-Carte, 2006
- Hypsitylus prasinus Fieber, 1861